# NCR Corporation
NCR Corporation (tidigare National Cash Register) är ett amerikanskt multinationellt företag som tillverkar mjukvara och elektronik. Företagets produkter är bland annat bankautomater, terminaler och kodavläsare. Bolaget grundades 1884 och köptes 1991 av AT&T men knoppades av 1997 som ett självständigt bolag. Bolaget hade länge sitt huvudkontor i Dayton i Ohio men började lämna Dayton 2009 och planerar att från och med 2016[uppföljning saknas] ha sitt huvudkontor i Atlanta.